# Positivismo político
O positivismo é uma corrente filosófica que surgiu na França no começo do século XIX. Os principais idealizadores do positivismo foram os pensadores Auguste Comte e John Stuart Mill. Esta escola filosófica ganhou força na Europa na segunda metade do século XIX e começo do XX. É um conceito que possui distintos significados, englobando tanto perspectivas filosóficas e científicas do século XIX quanto outras do século XX.
Desde o seu início, com Auguste Comte (1798-1857) na primeira metade do século XIX, até o presente século XXI, o sentido da palavra mudou radicalmente, incorporando diferentes sentidos, muitos deles opostos ou contraditórios entre si. Nesse sentido, há correntes de outras disciplinas que se consideram "positivistas" sem guardar nenhuma relação com a obra de Comte. Exemplos paradigmáticos disso são o positivismo jurídico, do austríaco Hans Kelsen, e o positivismo lógico (ou Círculo de Viena), de Rudolf Carnap, Otto Neurath e seus associados.
Para Comte, o positivismo é uma doutrina filosófica, sociológica e política. 